# Tocorón
Tocorón je rijeka u Venezueli. Ulijeva se jezero Valencia (endoreički bazen).